# Kárpitus
Kárpitus (románul: Carpitus) falu Romániában, Hargita megyében.

## Története
Tusnádfürdő településrésze. A trianoni békeszerződés előtt Csík vármegye Csíkszentmártoni járásához tartozott.

## Népessége
1992-ben 28 lakosa volt, 27-en magyarok, 1 fő román.

## Vallások
Lakói közül 24-en római katolikusok, 1 fő ortodox és 3-an reformátusok.